# Aarón Martín
Aarón Martín Caricol (Montmeló, 22 april 1997) is een Spaans voetballer die doorgaans als linksback speelt. Hij verruilde RCD Espanyol in juli 2019 voor FSV Mainz 05, dat hem in het voorgaande seizoen al huurde.

## Clubcarrière
Martín werd op zesjarige leeftijd opgenomen in de jeugdopleiding van RCD Espanyol. Hij debuteerde op 2 oktober 2016 in de Primera División, tegen Villarreal CF. Op 14 oktober 2016 kreeg hij zijn eerste basisplaats, tegen Las Palmas.

## Interlandcarrière
Martín kwam uit voor diverse Spaanse nationale jeugdelftallen.